# Moszenica czterokropka
Moszenica czterokropka (Clytra quadripunctata) – gatunek chrząszcza z rodziny stonkowatych i podrodziny zmróżek. Zamieszkuje palearktyczną Eurazję.

## Taksonomia
Gatunek ten opisany został po raz pierwszy w 1758 roku przez Karola Linneusza na łamach dziesiątego wydania Systema Naturae pod nazwą Chrysomela 4-punctata. Wyróżnia się w jego obrębie trzy podgatunki:
- Clytra quadripunctata puberula Weise, 1898
- Clytra quadripunctata quadripunctata (Linnaeus, 1758)
- Clytra quadripunctata turfanica Lopatin, 1962

## Morfologia

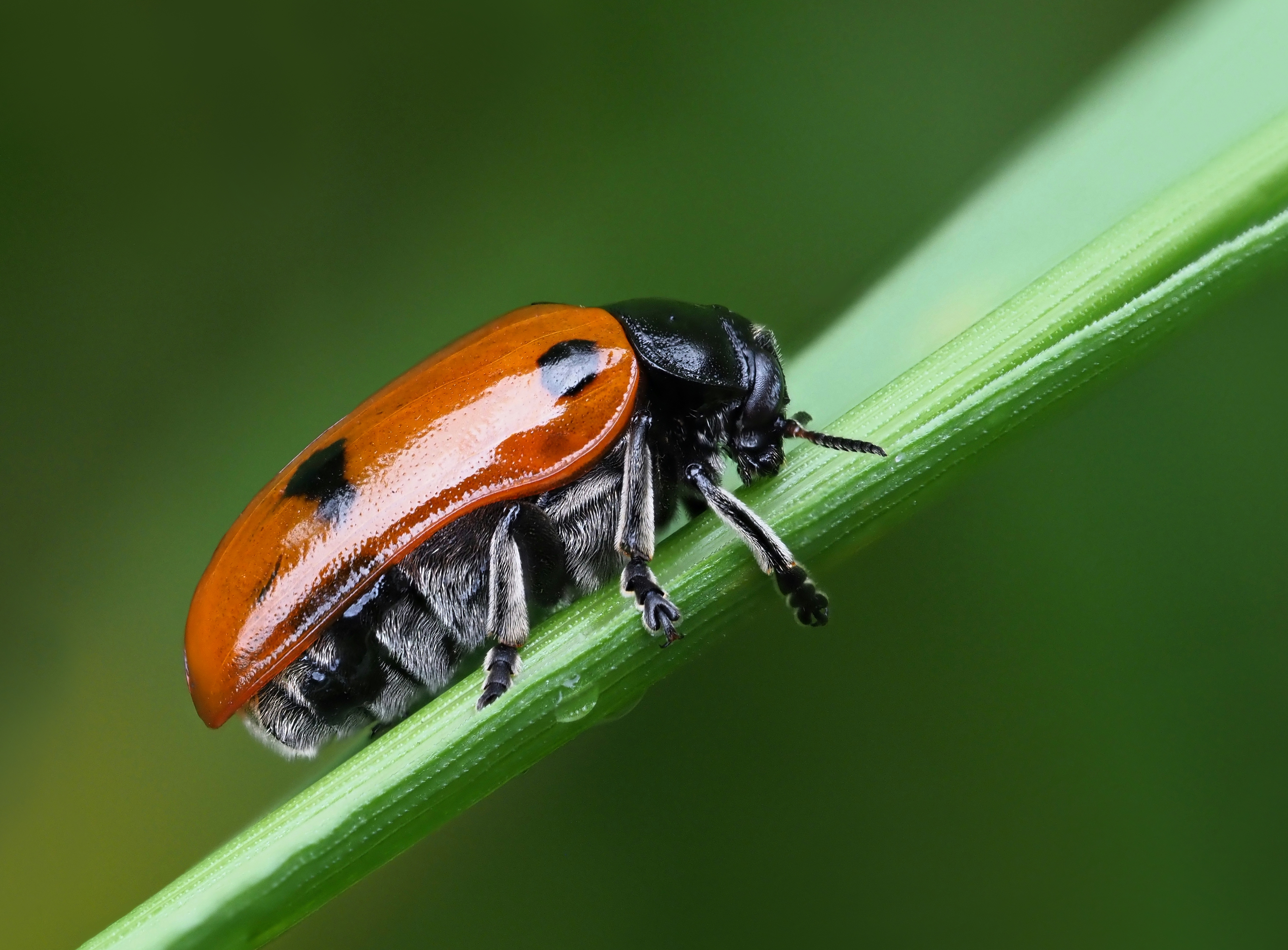
Imago, widok z boku

Chrząszcz o walcowatym ciele długości od 7 do 11 mm. Głowa jest czarna, zwykle z parą niewielkich, czerwonych plamek przy górnych krawędziach oczu. Czułki są czarne z wyjątkiem czerwonych członów drugiego i trzeciego. Barwa przedplecza i tarczki jest czarna. Obrzeżenie boków przedplecza jest ku tyłowi rozszerzone i rozpłaszczone, opatrzone punktami i zmarszczkami. Pokrywy są dłuższe niż u C. aliena, około 1,83 raza dłuższe niż w barkach szerokie. Tło pokryw bywa od jasnożółtego po pomarańczowoczerwone. Typowo występuje czarny wzór w postaci czterech plam, z których przednie leżą na guzach barkowych, a tylne w ⅔ długości; tylna plama może jednak być rozbita na dwie kropki, plamki mogą być też zredukowane, a nawet część lub wszystkie zanikłe. Odnóża i spód ciała są czarne. Genitalia samca cechują się edeagusem o części wierzchołkowej silnie rozszerzonej, niemal dwukrotnie szerszej od trzonu.

## Ekologia i występowanie

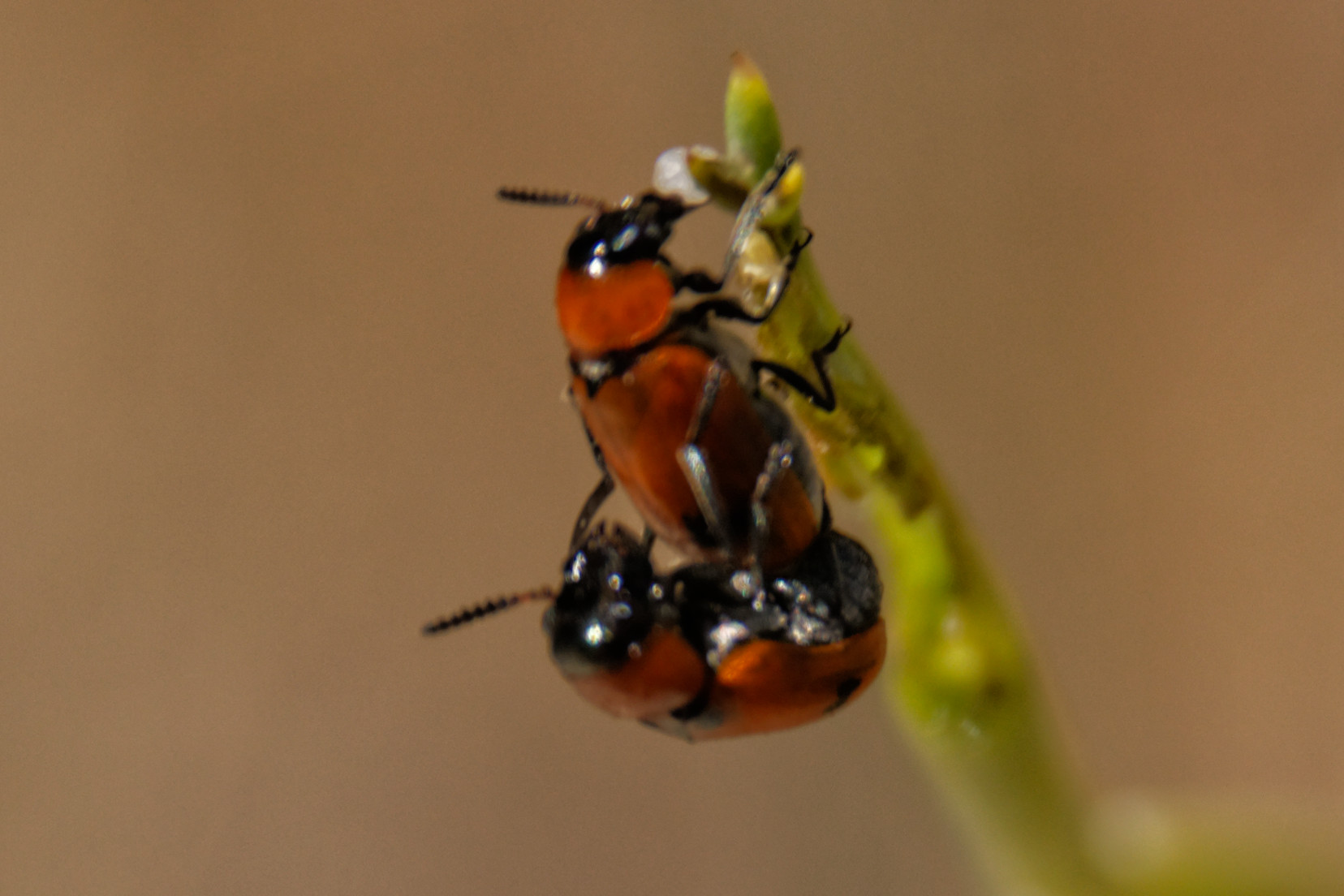
Kopulacja

Owad ten zasiedla skraje wilgotnych lasów i śródleśne polany. Larwy przechodzą rozwój w mrowiskach mrówek z rodzaju Formica, żerując na ich jajach i larwach. Postacie dorosłe są polifagicznymi foliofagami żerującymi na liściach drzew i krzewów liściastych, najchętniej dębów i wierzb, ale także głogów, leszczyn i olsz. Aktywne osobniki dorosłe obserwuje się od maja do sierpnia.
Gatunek palearktyczny. Podgatunek nominatywny w Europie znany jest z Portugalii, Hiszpanii, Andory, Wielkiej Brytanii, Francji, Belgii, Holandii,  Niemiec, Szwajcarii, Liechtensteinu, Austrii, Włoch, Danii, Szwecji, Norwegii, Finlandii, Estonii, Łotwy, Litwy, Polski, Czech, Słowacji, Węgier, Białorusi, Ukrainy, Mołdawii, Rumunii, Bułgarii, Słowenii, Chorwacji, Bośni i Hercegowiny, Serbii, Czarnogóry, Macedonii Północnej, Grecji i europejskiej części Rosji. W Azji podawany jest z syberyjskiej i dalekowschodniej części Rosji, anatolijskiej części Turcji, Gruzji, Azerbejdżanu, Kazachstanu, Turkmenistanu, Uzbekistanu, Tadżykistanu, Kirgistanu, Iranu, Afganistanu i Mongolii. Na północ dociera daleko poza koło podbiegunowe. Podgatunek C. q. puberula podawany jest z Hiszpanii, Andory i francuskich Pirenejów Wschodnich. C. q. turfanica jest endemitem Sinciangu na zachodzie Chin.